# Entre-deux-Guiers
Entre-deux-Guiers ist eine französische Gemeinde mit 1.897 Einwohnern (Stand: 1. Januar 2022) im Département Isère in der Region Auvergne-Rhône-Alpes. Sie gehört zum Arrondissement Grenoble und zum Kanton Chartreuse-Guiers. Die Einwohner werden Guiérois(es) genannt.

## Geographie
Die Gemeinde Entre-deux-Guiers liegt am Fuß des Chartreuse-Gebirges an der Grenze zum Département Savoie, rund 26 Kilometer nördlich von Grenoble. Wie der Gemeindename andeutet, fließen hier die Flüsse Guiers-Mort und Guiers-Vif zusammen und bilden den Guiers.
Umgeben wird Entre-deux-Guiers von den Nachbargemeinden Les Échelles im Norden, Saint-Christophe-sur-Guiers im Osten, Saint-Laurent-du-Pont im Süden sowie Miribel-les-Échelles im Westen. Das Gemeindegebiet liegt im Regionalen Naturpark Chartreuse. Durch die Gemeinde führt die frühere Route nationale 520 (heutige D 520).

## Bevölkerungsentwicklung
| Jahr                       | 1962 | 1968 | 1975 | 1982 | 1990 | 1999 | 2006 | 2012 | 2021 |
| Einwohner                  | 1454 | 1529 | 1501 | 1459 | 1544 | 1477 | 1631 | 1755 | 1888 |
| Quellen: Cassini und INSEE |      |      |      |      |      |      |      |      |      |

## Sehenswürdigkeiten

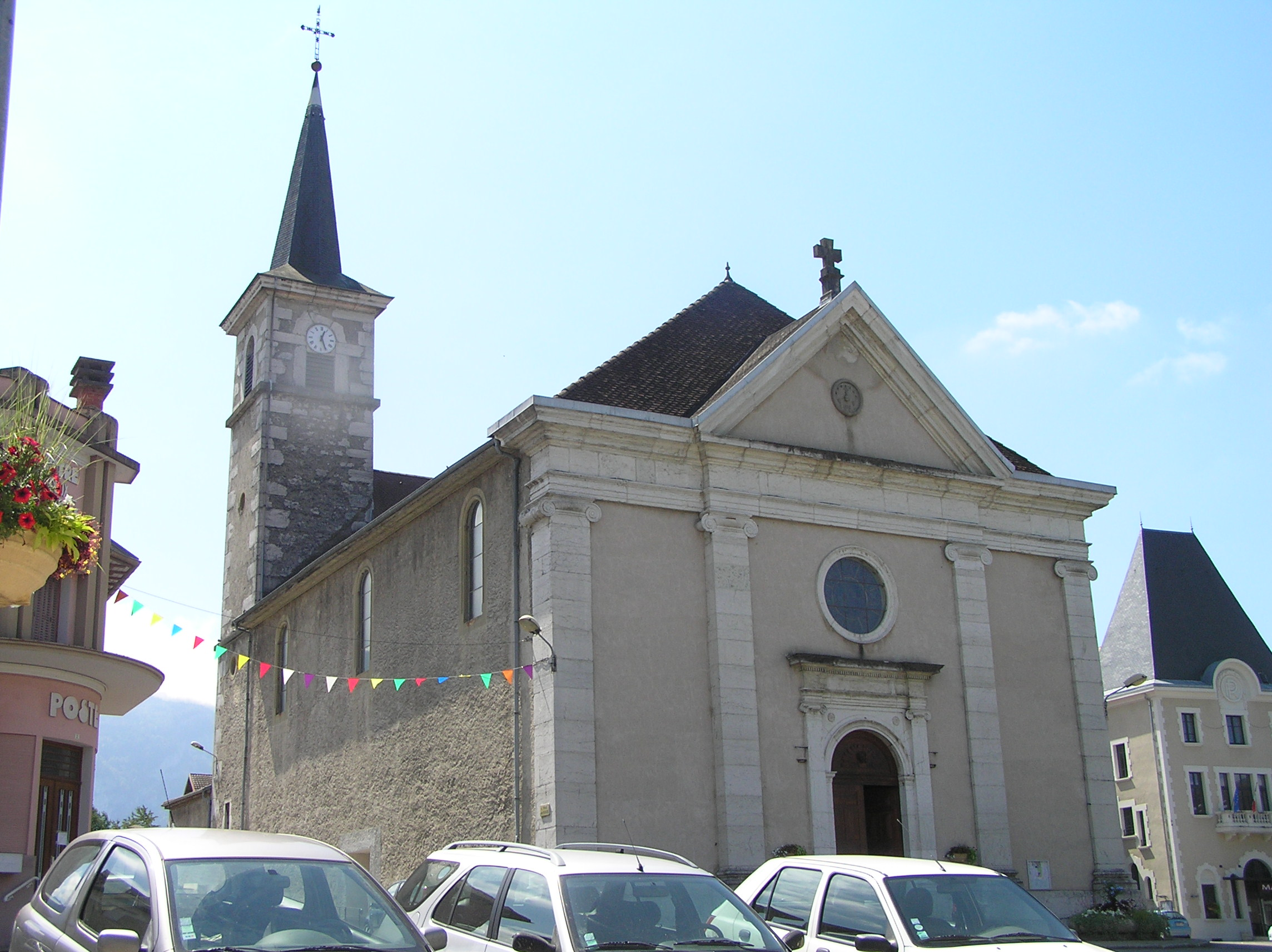
Kirche Saint-Bruno
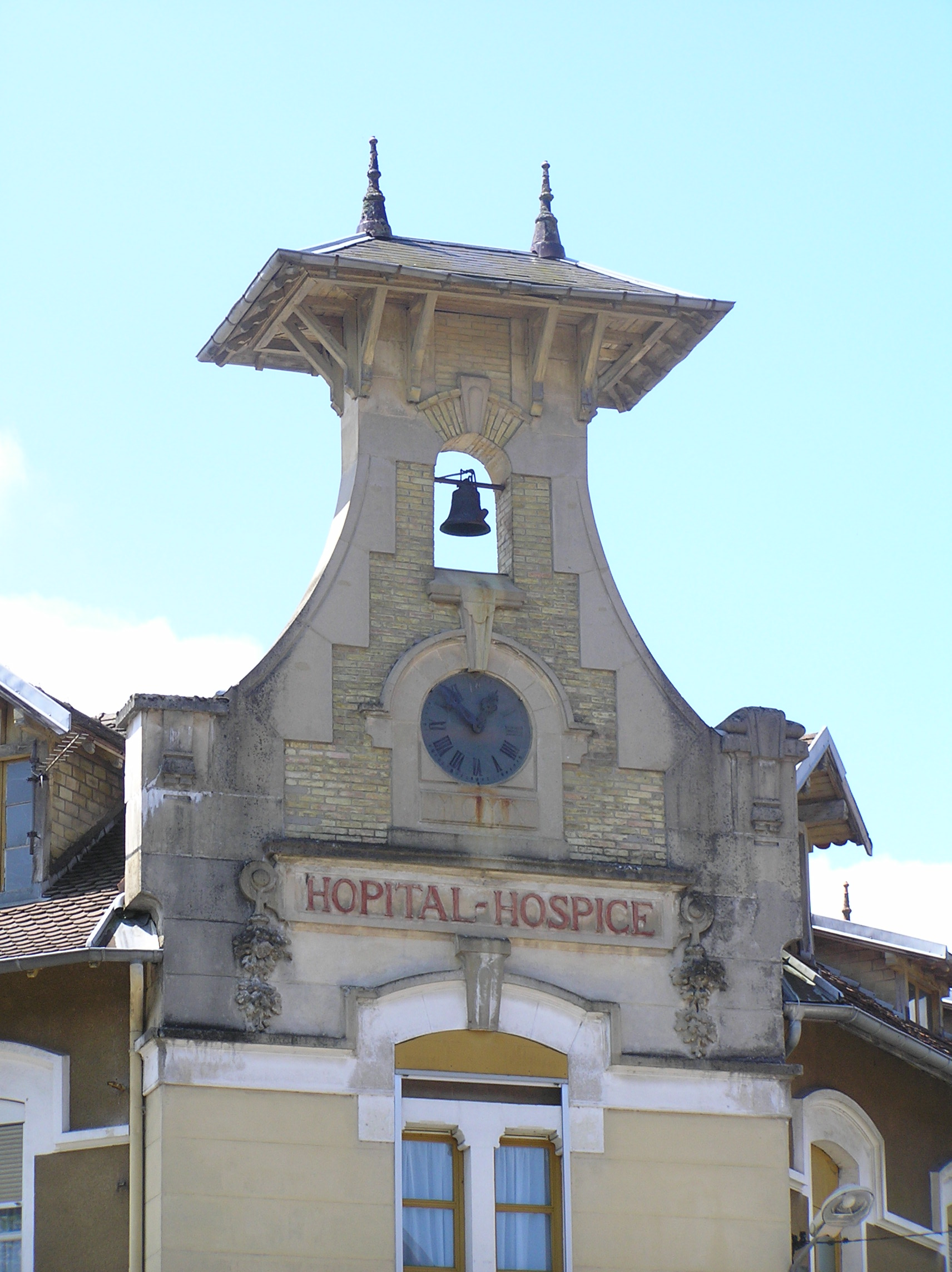
Altes Hospiz
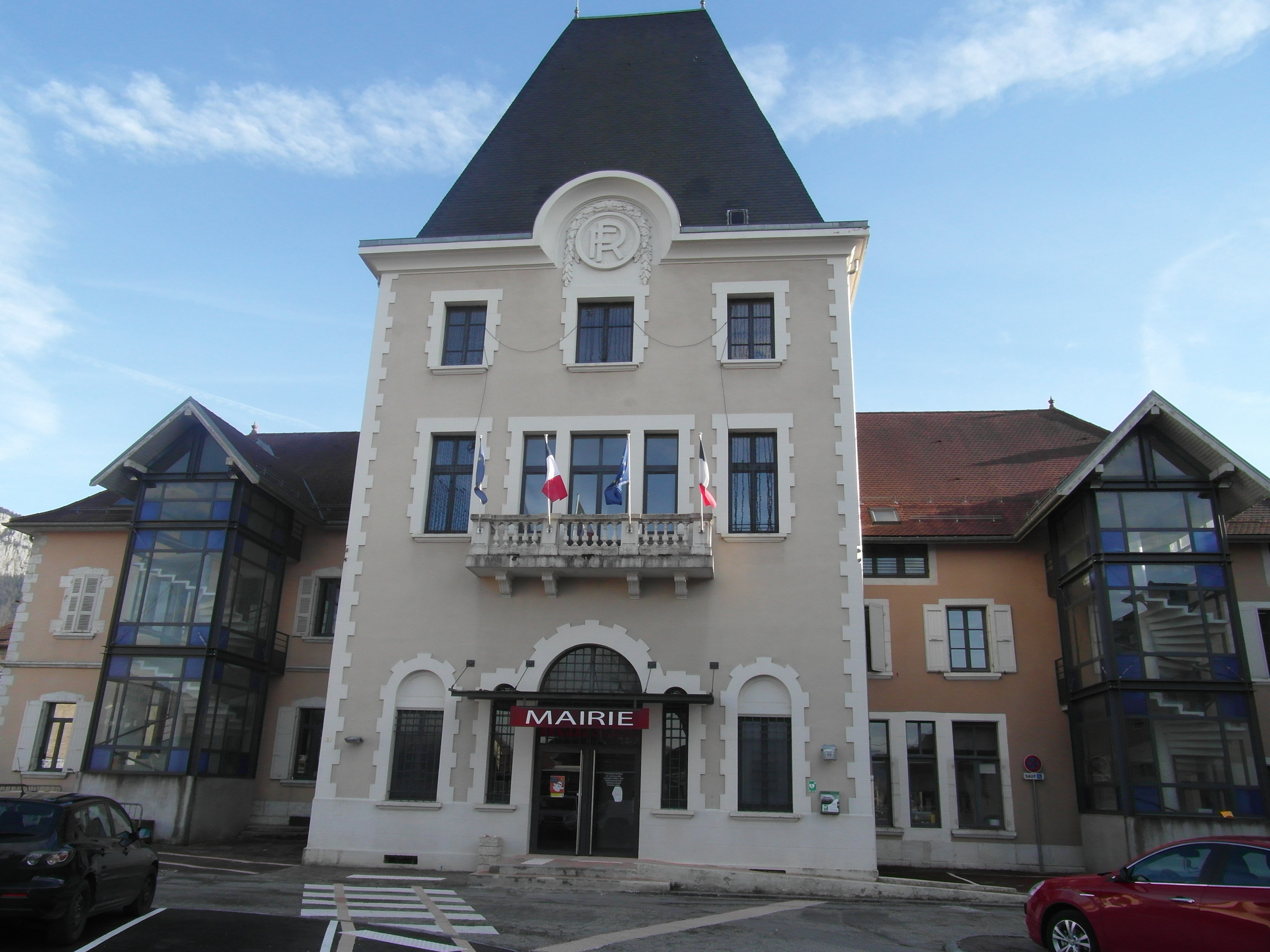
Rathaus (mairie)

- Kirche Saint-Bruno
- Altes Hospiz
- Rathaus (mairie)